# Olceclostera microps
Olceclostera microps är en fjärilsart som beskrevs av Walker 1855. Olceclostera microps ingår i släktet Olceclostera och familjen silkesspinnare. Inga underarter finns listade i Catalogue of Life.